# Silvia Hroncová
Silvia Hroncová z domu Baránová (ur. 22 lipca 1964 w Bratysławie) – słowacka menedżerka kultury, publicystka i teatrolog, dyrektor instytucji kultury, w 2023 minister kultury.

## Życiorys
Z wykształcenia teatrolog, absolwentka wydziału teatralnego Wyższej Szkoły Sztuk Scenicznych w Bratysławie oraz Uniwersytetu Komeńskiego w Bratysławie. Pracowała w instytucie badawczym zajmującym się krytyką sztuki i dokumentacją teatru, następnie w latach 1996–1998 pełniła funkcję redaktora naczelnego magazynu „Divadlo v medzičase”. Publikowała również w innych periodykach, a w 2002 weszła w skład redakcji czeskiego magazynu teatralnego „Svět a divadlo”.
W latach 1999–2006 była dyrektorką Instytutu Teatralnego w Bratysławie. Weszła także w skład rady instytutów słowackich w ministerstwie spraw zagranicznych. W latach 2006–2009 zajmowała stanowisko dyrektora generalnego Słowackiego Teatru Narodowego. Następnie do 2013 pełniła funkcję dyrektora programowego spółki medialnej Film Europe. W latach 2013–2019 kierowała operą Teatru Narodowego w Pradze oraz Operą Państwową w Pradze. Później powróciła do przedsiębiorstwa Film Europe jako jego dyrektor wykonawczy. W 2022 została przewodniczącą rady dyrektorów organizacji kulturalnej Kreatívny inštitút Trenčín.
W maju 2023 powołana na urząd ministra kultury w technicznym rządzie Ľudovíta Ódora. Funkcję tę pełniła do października tego samego roku.